# Isla Migingo
La isla Migingo (en suajili: Kisiwa cha Migingo; en inglés: Migingo island) es una pequeña isla de 2000 m², ubicada en el lago Victoria, en Kenia.

## Historia
Dos pescadores kenianos, Dalmas Tembo y George Kibebe, afirman haber sido los primeros habitantes de la isla. Joseph Nsubuga, un pescador ugandés, dice que se instaló en Migingo en 2004, cuando todo lo que encontró en la isla era una casa abandonada y, posteriormente, otros pescadores de Kenia, Uganda y Tanzania llegaron a la isla por su proximidad a zonas de pesca ricas en percas del Nilo.
Las protestas de Uganda giran en torno a los derechos de pesca, sobre todo por el valor de la perca del Nilo. En julio de 2009, el gobierno de Uganda cambió su posición oficial, afirmando que mientras Migingo es, de hecho, de Kenia, la mayor parte de las aguas cerca de ella eran de Uganda.
Entre 2008 y 2009, la misma isla fue reclamada tanto por Kenia como por Uganda. El 11 de mayo de 2009, el presidente de Uganda Yoweri Museveni reconoció que la isla se encuentra en Kenia, pero continuó señalando que los pescadores de Kenia practicaban la pesca ilegal en aguas de Uganda que se encuentran a pocos cientos de metros al oeste de Migingo. Uganda retiró sus tropas, y se acordó que todos sus policías debían abandonar la isla.
La economía de la isla gira en torno a la pesca de la perca del Nilo, una especie introducida en la década de 1940 que depredó las especies locales pero es muy codiciada por los pescadores.

## Geografía
Con un terreno rocoso y escarpado con poca vegetación, Migingo es una de las tres pequeñas islas cercanas entre sí. La más grande, la Isla Usingo está a 200 metros al este del pequeño rectángulo que es Migingo, y la Isla Pyramid, la más grande de las tres, se encuentra a 2 kilómetros al sur y a 11 kilómetros al norte de la frontera con Tanzania en el Lago Victoria. En mapas detallados, las tres islas han sido mostradas del lado keniano desde la década de 1920, cuando la Ordenanza de la Colonia y Protectorado de Kenia de 1926 adjudicó las tres islas a Kenia.
La delimitación de la frontera en ese acuerdo y la Constitución de Uganda establecen que la línea fronteriza corre hasta "el punto más occidental de la Isla Pyramid y luego continúa en línea recta hacia el norte hasta el punto más occidental de la Isla Ilemba." Una línea que conecta esos dos puntos pasa a 510 metros al oeste de Migingo, colocando la isla dentro de Kenia, junto  con las más grandes islas Pyramid y Usingo, según lo han mostrado la mayoría de los mapas desde 1926.
La isla Migingo es tan pequeño que no aparece en algunos mapas. Sin embargo, no ha "emergido del agua" recientemente, a pesar de las afirmaciones de un funcionario del gobierno ugandés. En la primera década del siglo XXI, los niveles del agua han bajado solo 0,5 a 1 metro del nivel normal del lago. Fotografías recientes muestran claramente que la isla se eleva entre 10 y 15 metros sobre el nivel del lago.